# Прутской
Прутской — посёлок в Павловском районе Алтайского края. Административный центр Прутского сельсовета.

## История
Совхоз Прутской основан в 1944 году, своё название получил из-за того, что в день образования совхоза советские войска форсировали реку Прут. Прежнее название деревни — Харчиха, благодаря реке на которой она стояла (ныне река практически не существует, зато благодаря сооружению дамб образовались несколько озер). Рассвет совхоза пришелся на конец 80-х годов двадцатого века, благодаря развитию животноводческого производства под руководством Героя Социалистического труда П. С. Кутькова.
В настоящее время совхоз ликвидирован, а на месте животноводческого комплекса функционирует ООО «Сибирские бычки».

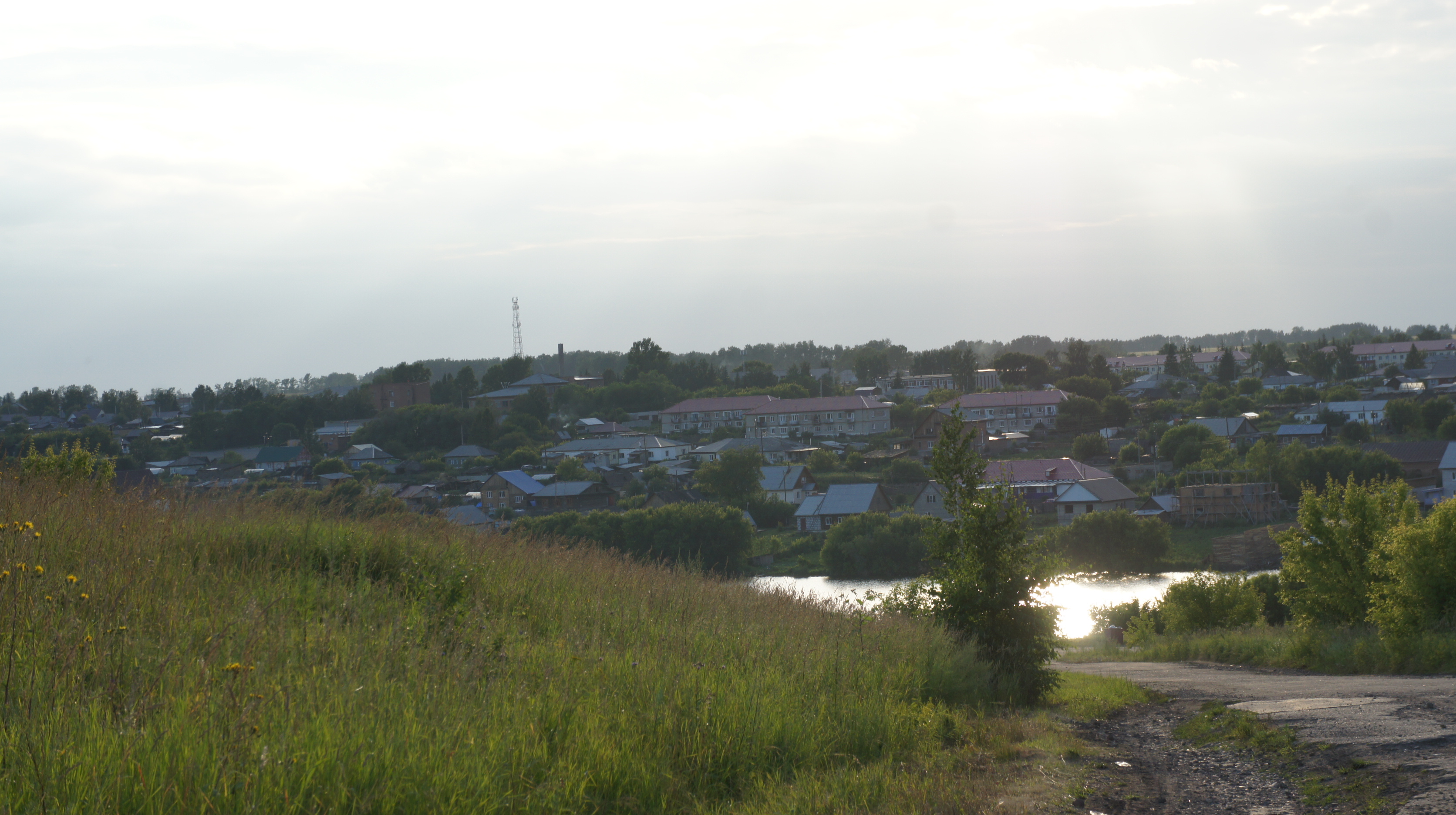
Посёлок Прутской

## Население
| 1997  | 1998  | 1999  | 2000  | 2001  | 2002  |
| ----- | ----- | ----- | ----- | ----- | ----- |
| 2778  | ↘2714 | ↗2800 | ↘2750 | ↘2625 | ↗2704 |
| 2003  | 2004  | 2005  | 2006  | 2007  | 2008  |
| ↘2465 | ↘2437 | ↘2410 | ↗2514 | ↗2914 | ↗3068 |
| 2009  | 2010  | 2011  | 2012  | 2013  |       |
| ↘2651 | ↘2520 | ↗2524 | ↗2532 | ↗2534 |       |

## Экономика
В Прутском находятся:
- ООО «Прутской кирпичный завод»
- ООО «Сибирские бычки»,
- ООО «Прутской МОКХ»,
- 4 предприятия малого бизнеса.

Бо́льшая часть населения посёлка работает в городе Барнауле.

## Социальная сфера
На территории посёлка действуют несколько учреждений образования: МОУ «Прутская СОШ», детский сад «Звёздочка», детская школа искусств, сельский дом культуры, сельская библиотека.

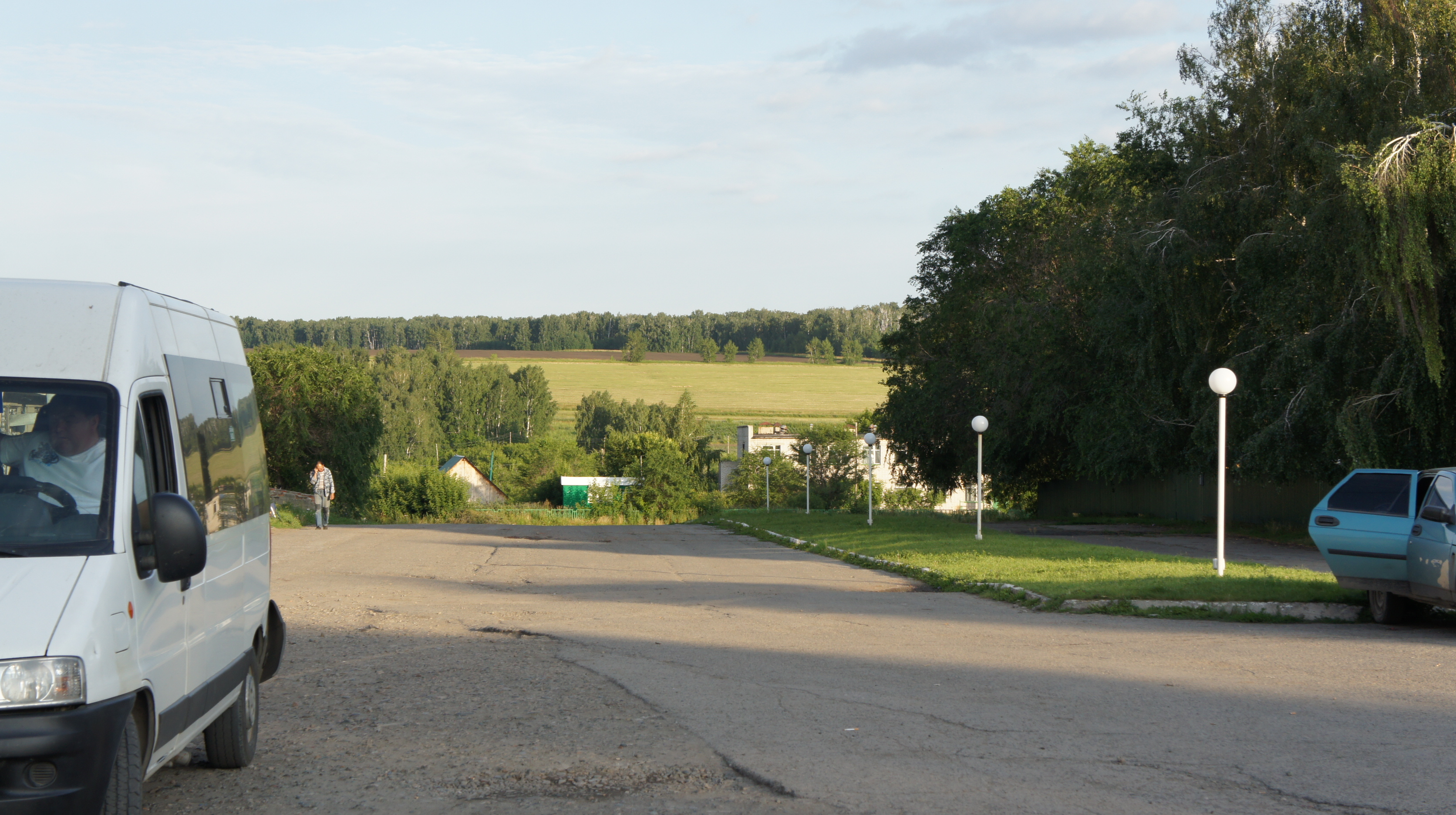
Центральная улица в посёлке Прутском

## Спорт
В посёлке имеется лыжная трасса, хоккейная коробка, футбольное поле, площадка для баскетбола. В сентябре 2015 года был полностью восстановлен школьный стадион, который имеет теперь беговую дорожку, сектор для прыжков в длину, волейбольную площадку. На базе образовательной школы, на протяжении полутора десятка лет,успешно работает отделение ДЮСШ Павловска по лыжным гонкам. Функционирует филиал ДЮСШ «Алтай» по хоккею, клубы: гири, теннис, спортивные тренажеры, аэробика.

## Известные люди
- Кутьков, Пётр Савельевич — Герой Социалистического Труда.

## Известные гости
- Роднина, Ирина Константиновна — советская фигуристка, трёхкратная олимпийская чемпионка, десятикратная чемпионка мира, российский общественный и государственный деятель.